# Форментон, Алекс
Алекс Форментон (англ. Alex Formenton; род. 13 сентября 1999, Кинг) — бывший канадский хоккеист, выступавший за клубы «Оттава Сенаторс» и «Амбри-Пиотта».

## Карьера

### Клубная
На юниорском уровне играл за команду «Лондон Найтс», за которую отыграл целый сезон. На Драфте НХЛ 2017 года был выбран во 2-м раунде под общим 47-м номером клубом «Оттава Сенаторз».
3 октября 2017 года подписал с «Оттавой» трёхлетний контракт новичка. Дебютировал в НХЛ 7 октября в матче с «Детройт Ред Уингз», который «Ред Уингз» выиграли со счётом 2:1 в серии буллитов. При этом он стал самым молодым игроком в современной истории клуба, который дебютировал в НХЛ. После матча из-за полученного повреждения, он вернулся в состав «Лондон Найтс», откуда по окончании сезона был отправлен в фарм-клуб «Сенаторз» «Белвилл Сенаторз».
30 октября 2018 года в матче с «Аризоной Койотис» забросил свою первую шайбу в НХЛ, но «Аризона» выиграла матч со счётом 5:1. В последующие сезоны, играя также за фарм-клуб, он хорошо зарекомендовал себя и в сезоне 2021/22 стал основным игроком команды, сыграв за неё целый сезон.
Не сумев договориться с «Сенаторз» о новом контракте, 14 декабря 2022 года подписал контракт с швейцарским клубом «Амбри-Пиотта» до конца сезона 2022/2023. Сам игрок смотрит на эти события иначе и подал в суд на своего агента за то, что тот неверно информировал Алекса о намерениях клуба, из-за чего Форментон потерял возможность продлить контракт приняв квалификационное предложение.
В начале 2024 года клуб Амбри-Пиотта предоставил игроку неоплачиваемый бессрочный отпуск, чтобы игрок смог вернуться в Канаду, где началось рассмотрение дела о сексуальном насилии против Форментона и еще 4 бывших игроков молодежной сборной Канады. Прецедент произошел в канадском Лондоне в 2018 году во время молодежного чемпионата мира 2018. Во время рассмотрения дела Форментон принял решение о завершении карьеры игрока и по сообщению CBC работает в строительстве.

### Международная
Играл за молодёжную сборную Канады на МЧМ-2018, на котором канадцы завоевали золотые медали. На турнире заработал 4 очка (2+2).